# إسماعيل بن إبراهيم الترجماني
إسماعيل بن إبراهيم بن بسام أبو إبراهيم الترجماني محدث من تابعي التابعين، يكنى أبا إبراهيم، من أبناء أهل خراسان، وكان صاحب سُنَّةٍ وفَضْلٍ، توفّي ببغداد 5 محرم سنّة 236 هـ.

## روايته للحديث النبوي
- سمع: شَرِيك وشعيب بن صفوان التميمي وإسماعيل بن عياش وعامر بن يساف وصالح المري وعيسى بن يونس وبقية بن الوليد ودواد بن الزبرقان وهشيم بن بشير وأبا حفص الأبار وعبد العزيز الماجشون والعَطَّاف بن خالد.
- روى عنه: أبو بكر بن أبي الدنيا، وصالح بن محمد جزرة، عبد الله بن أحمد بن حنبل ، وأحمد بن الحسن بن عبد الجبار الصوفي، و سعيد بن عبد الرحمن الجمحي وإسحاق بن إبراهيم المنجنيقي، وغيرهم.[2]
- الجرح والتعديل: قال أبو حاتم الرازي: شيخ. وقال أبو دواد السجستاني: ليس به بأس. وقال أحمد بن حنبل: ليس به بأس. وقال أحمد بن شعيب النسائي: ليس به بأس. وقال ابن حجر العسقلاني: لا بأس به. وقال الحسين بن الفهم البغدادي: كان صاحب سنة وفضل وخير كثير. وقال الذهبي: صدوق. وقال عبد الباقي بن قانع البغدادي: ثقة. وقال يحيى بن معين: ليس به بأس، وفي رواية ابن محرز، قال: لا أعرفه.[3]